# Keulse expansie
De Keulse expansie is de historische verspreiding van enkele Middelfrankische taalkenmerken vanuit de omgeving in en rond Keulen naar onder meer een deel van het Nederlandse taalgebied. Het gaat hierbij met name om het verschijnsel umlaut en de Hoogduitse klankverschuiving. Deze beide verschijnselen hebben zich vooral in het Limburgs en in mindere mate ook in - met name de oostelijke varianten van - het Brabants doen gelden. 

## Achtergrond
Keulen was al sinds de tijd van het Romeinse Rijk een belangrijk handelscentrum. De expansie heeft zich van daaruit in westelijke richting tot aan de huidige Uerdinger linie doorgezet, die aanvankelijk zuidelijker lag.